# Joseph de Tonquédec
Pour les articles homonymes, voir Tonquédec (homonymie).
Joseph Paul Marie de Quengo de Tonquédec, né le 27 décembre 1868 à Morlaix (France) et mort le 21 novembre 1962  à Paris (7e), est un jésuite français, théologien et écrivain.
Il fut l'exorciste officiel du diocèse de Paris de 1924 à 1962, et l'auteur de nombreux ouvrages de philosophie spéculative et de livres et articles critiques à propos entre autres du blondélisme et du modernisme.

## Jeunesse
Joseph de Tonquédec naît dans le Finistère, à Morlaix, le 27 décembre 1868. Il est l'aîné d’une famille catholique de l’aristocratie bretonne, fils d'Henri de Tonquédec (1833-1911) et de son épouse, née Adrienne de Kergos (1847-1918). Il fait de brillantes études au collège Saint-François-Xavier de Vannes, tenu par les Jésuites, où semble-t-il, Joseph découvre sa vocation religieuse. Pourtant, ce n’est qu’après une licence qu’il entre dans la Compagnie. En effet, une fois son baccalauréat obtenu, il étudie les lettres à l’université catholique d’Angers, de 1889 à 1892, avant d’entrer dans la Compagnie de Jésus, expulsée de France en 1880 par les lois de la IIIe République.
Lorsque le jeune diplômé entre chez les Jésuites en octobre 1892, le scolasticat étant exilé dans différents pays, il doit passer par diverses maisons religieuses. De plus, le futur jésuite effectue certaines années en tant que surveillant dans des écoles de la compagnie, comme le réclame la période de « regendat » durant laquelle tout novice doit passer un à trois ans dans une œuvre apostolique de la Compagnie. Ainsi donc, passe-t-il son noviciat et son juvénat (philosophie) à Cantorbéry (St Mary’s College) de 1892 à 1895, puis, après une année de surveillance au collège de l’Immaculée Conception de la rue Vaugirard (Paris), il étudie, deux années durant, la théologie à Jersey (Maison Saint-Louis-de-Gonzague), et enseigne la philosophie dans un collège de la Compagnie à Tours (Saint-Grégoire) entre 1900 et 1901. Enfin, il achève ses années de théologie au « théologat » d’Enghien où le futur jésuite s’exerce à l’art de la disputatio, comme par exemple le 6 juin 1903 où il tient le rôle de la défense sur le sujet du sacrement de pénitence. Ordonné prêtre en août 1904 à la cathédrale de Cantorbéry, Joseph de Tonquédec clôt son scolasticat avec le dernier an (récapitulation spirituelle) six ans plus tard.

## Exorciste du diocèse de Paris
Dès lors qu'il est ordonné prêtre, le père de Tonquédec est fixé définitivement à Paris où il s'adonne à la rédaction de ses premiers articles, philosophiques notamment. En outre il suit les cours d'Henri Bergson au Collège de France entre 1906 et 1907, environ dans les mêmes années que Jacques Maritain et Réginald Garrigou-Lagrange, dont il fait peut-être la connaissance (il correspondra avec ces deux philosophes éminents par la suite), ainsi que ceux de sciences psychiatriques à la Sorbonne. 
Très vite il est amené à s'intéresser aux domaines du merveilleux et du miracle - comme l'attestent ses articles sur les miracles eucharistiques à Lourdes - et se voit attribuer, en 1924, le titre d'exorciste officiel du diocèse de Paris, charge qu'il occupe de fait depuis 1918. En vertu de sa charge, il sera amené, non seulement à rédiger un certain nombre d'ouvrages sur les cas de possession, sur les folies psychiatriques, et sur les miracles, mais se verra également consulté pour un certain nombre de cas de mystique et d'apparitions : celui, débattu, de sœur Yvonne-Aimée de Malestroit, envers laquelle il se montre assez sceptique, et celui de la voyante du Sacré-Cœur, Claire Ferchaud, cas qu'il est loin de désapprouver, comme l'indique l'importante correspondance qu'il entretint avec elle. Sans entrer dans les détails, on peut dire que le père de Tonquédec, féru de sciences psychiatriques, tout en restant absolument ferme sur les questions dogmatiques, appréhende avec grande prudence et discernement les cas dont il est chargé, soucieux de se tenir sur la ligne de crête entre le rationalisme borné et la crédulité superstitieuse.

## Philosophe antimoderniste
Parallèlement à sa charge d'exorciste, le jésuite s'adonne à la rédaction d'ouvrages philosophiques. Dès 1907, il critique dans la revue Études, la philosophie nouvelle de Bergson et de Le Roy, et en 1912, s'en prend à la philosophie de l'action à l'instar de Maurice Blondel auquel il consacre l'important ouvrage, Immanence, essai critique de la doctrine de Maurice Blondel. Dès lors, s'ouvre une vive opposition avec le philosophe d'Aix qui dure jusque dans les années 1950; En outre, Joseph de Tonquédec y dénonce le blondélisme comme périlleux pour la foi en raison de sa proximité avec le modernisme et ne craint pas d'affirmer que la philosophie de l'action se trouve condamnée dans Pascendi. Cette polémique, faite de rebondissements incessants, est à mettre en corrélation avec celle menée contre Henri Bergson. Dans un style moins véhément toutefois, Joseph de Tonquédec s'en prend à cet autre philosophe modernisant, au sujet de sa vision de Dieu qu'il juge proche du panthéisme. 
Dans les années 1950, devant faire face aux disciples de Blondel, le père de Tonquédec exprime à plusieurs reprises ses inquiétudes sur le climat philosophique, doctrinal, et théologique, et s'oppose à la nouvelle théologie. Réservé à l'égard des thèses de ses confrères jésuites Bouillard, Daniélou, et Beirnaert, on sait aussi qu'il fut assez hostile à l'ouvrage Surnaturel d'Henri de Lubac. Pour preuve, les nombreux articles, refusés à la parution, qu'il écrivit dans l'après-guerre : par exemple au sujet d'un mauvais usage de l'épithète « intégriste », attribuée à tort selon lui aux défenseurs de la foi, mais aussi ceux relatifs à l'évolution de la sensibilité religieuse vers la conception exclusive d'un « Dieu Amour », ou encore un commentaire de la correspondance Blondel-Valensin. « Nous revenons au modernisme » disait-il à la fin de ses jours.

## Écrits
- La Notion de Vérité dans la « Philosophie Nouvelle », Éditions Beauchesne, Paris, 1908, 153 p.
- A propos d'une brochure récente de M. Blondel, Paris, Beauchesne, 1913.
- G. K. Chesterton, ses idées et son caractère, Nouvelle Librairie nationale, Paris, 1920, 118 p.
- L'Œuvre de Paul Claudel, Éditions Beauchesne, 1927.
- La Critique de la connaissance, Éditions Beauchesne, Paris, 1929.
- Immanence. Essai critique sur la doctrine de M. Maurice Blondel, Éditions Beauchesne, Paris, 1933.
- Deux études sur « La pensée » de M. Maurice Blondel,  Éditions Beauchesne, Paris, 1936.
- Philosophie bergsonienne, Éditions Beauchesne, 1936.
- Les maladies nerveuses ou mentales et les manifestations diaboliques, préface de S. E. le cardinal Verdier, Paris, Éditions Beauchesne, 1938[4].
- Introduction à l'étude du Merveilleux et du Miracle, Éditions Beauchesne, Paris, 1938 (3e édition)
- Léonce de Grandmaison et Joseph de Tonquedec, La Théosophie et l'Anthroposophie, Éditions Beauchesne 1938
- Une philosophie existentielle, L'Existence d'après Karl Jaspers, éditions Beauchesne 1945
- Ce qu'un catholique doit savoir. Une preuve facile de l'existence de Dieu : l'ordre du monde, Éditions Beauchesne 1949 (8e édition)
- Questions de Cosmologie et de Physique chez Aristote et Saint Thomas, Paris Librairie philosophique J. Vrin, 1950
- Les Principes de la philosophie thomiste, éditions P. Lethielleux 1956-1962. Éditions Beauchesne, Paris, 1929 (1re édition)
- La Philosophie de la nature, éditions P. Lethielleux, 1956[5]